# Brucknerhaus

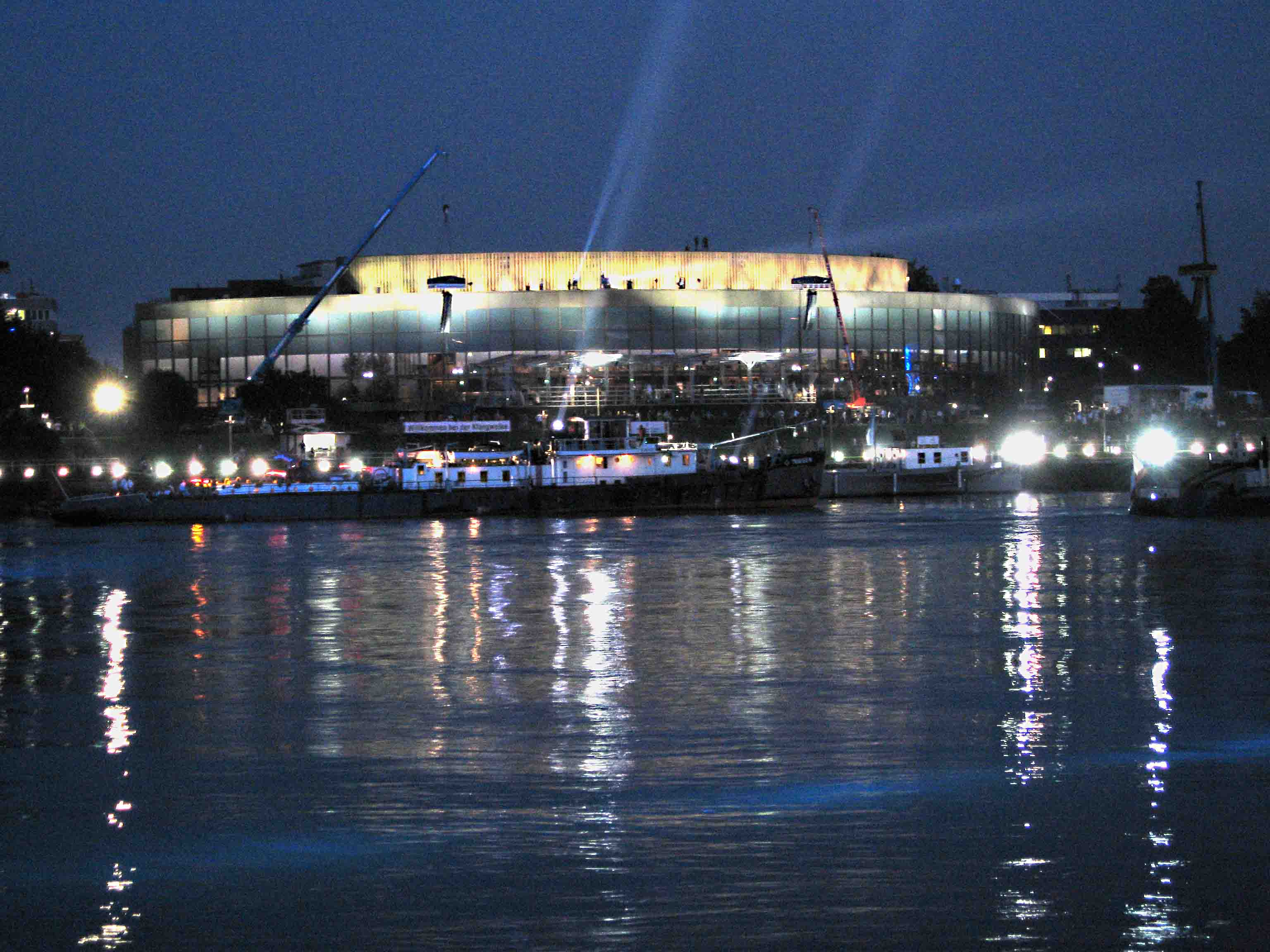
Brucknerhaus

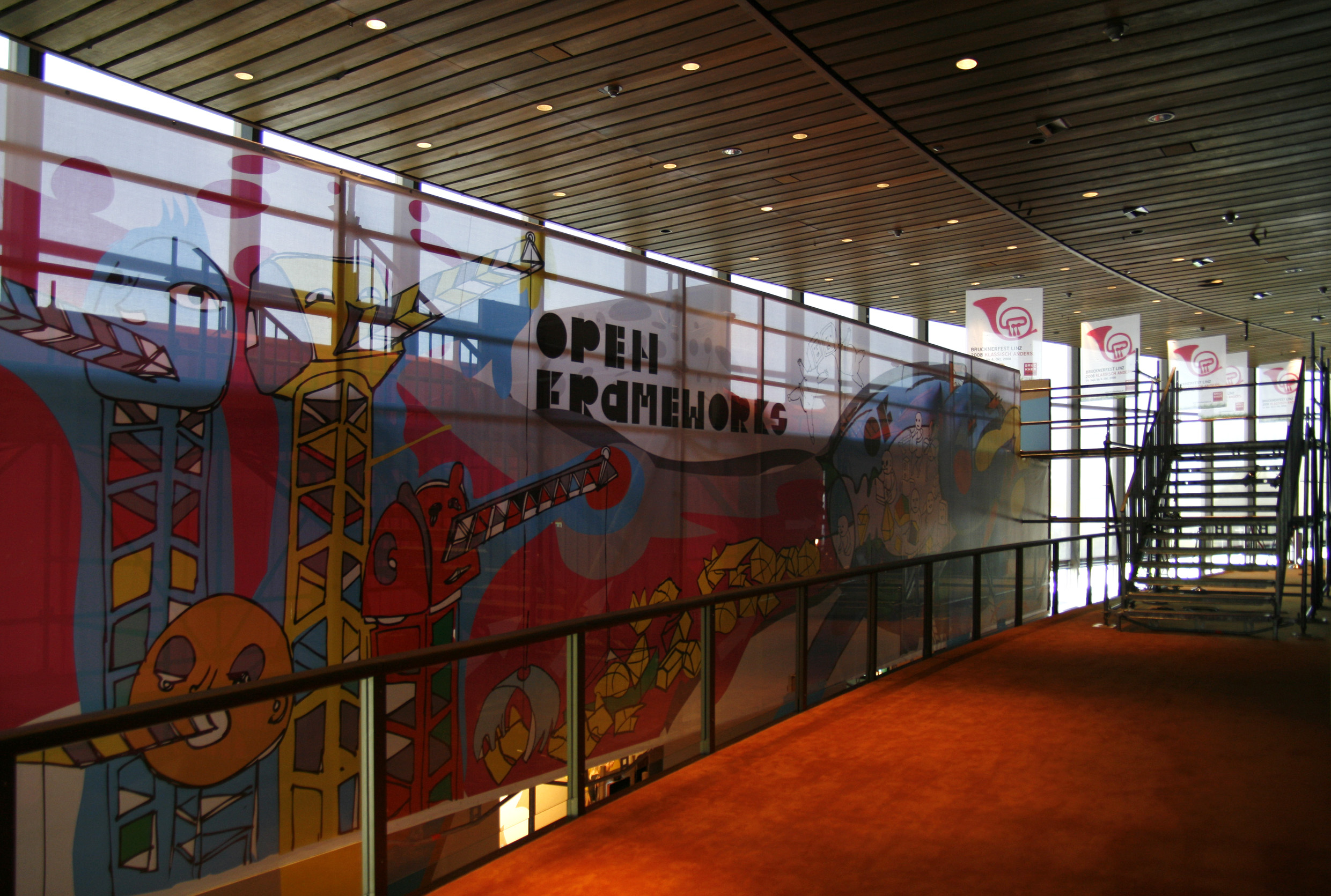
Das Foyer des Brucknerhauses während der Ars Electronica 2008

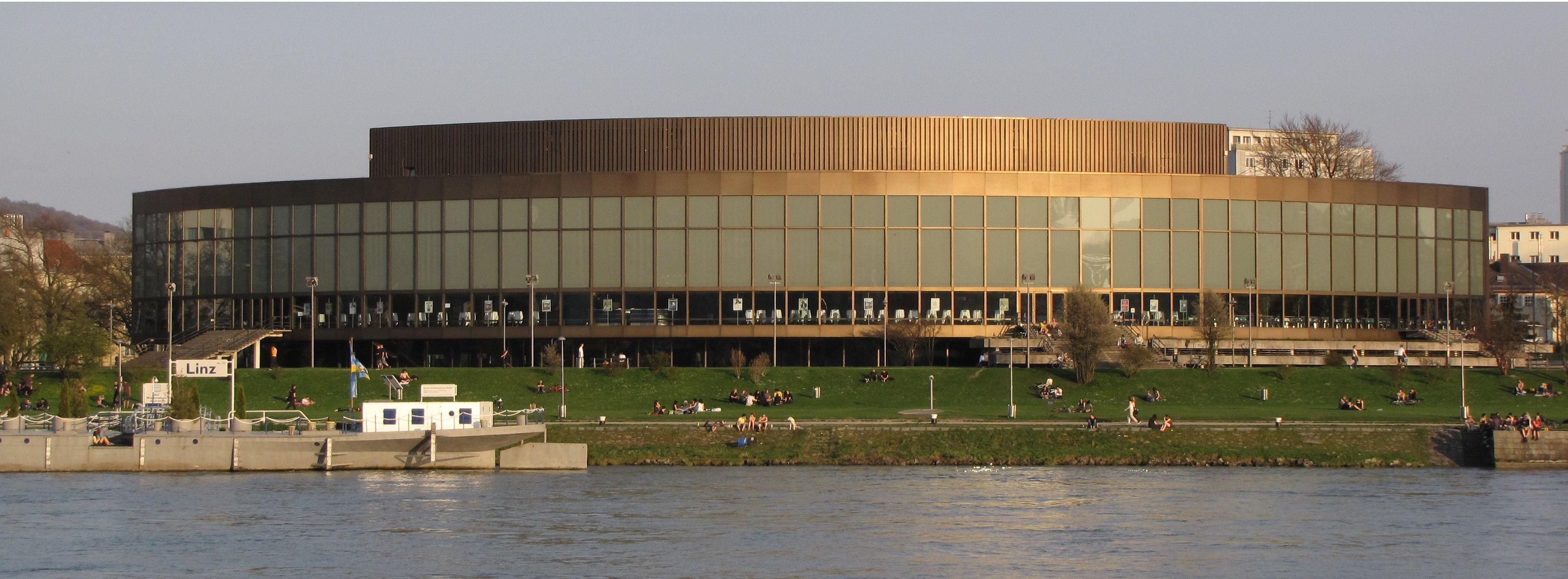
Vor dem Brucknerhaus: beliebter Treffpunkt der Linzer Jugend in der Abendsonne

Das Brucknerhaus Linz ist ein nach Anton Bruckner benanntes Konzerthaus an der Donau in der Landeshauptstadt Linz in Oberösterreich.

## Geschichte
Bereits 1930 fand im Linzer Kaufmännischen Vereinshaus ein vom Oberösterreichischen Heimatverein veranstaltetes Konzert zur Schaffung eines Bruckner-Konzerthauses statt. Nach dem Anschluss Österreichs 1938 plante Adolf Hitler neben anderen Kulturbauten auch ein Konzerthaus an der Blumau, etwa im Bereich des heutigen Musiktheaters, wovon jedoch nichts realisiert wurde. Nach dem Zweiten Weltkrieg organisierten 1949 der Brucknerbund, der Konzertveranstalter Gerhard Schröder und Domkapellmeister Josef Kronsteiner Benefizkonzerte zur Errichtung einer Brucknerhalle in Linz, diese fanden 1950 und 1951 unter dem Dirigat von Herbert von Karajan im Turnsaal der Diesterwegschule statt. Jedoch kam man schnell zu der Erkenntnis, dass solch ein großes Projekt nur durch die öffentliche Hand realisierbar und finanzierbar war. Der Beschluss, ein solches Konzerthaus zu errichten, wurde am 28. Juni 1949 im Cafè Schönberger niedergeschrieben mit den Worten: „Wir haben heute den 28. Juni 1949, ein Uhr nachts, beschlossen, die Idee des Baues eines würdigen Brucknerhauses in Linz in die Tat umzusetzen und mit allen hierzu notwendigen Arbeiten unverzüglich zu beginnen. Die Proponenten des Brucknerhauses in Linz: Fritz Rauch, Toni Hofer, Gerhard Schröder.“
Im Jahr 1960 war es dann so weit, dass Bau- und Kulturverwaltung der Stadt die Projektierungsunterlagen fertiggestellt hatten. Dadurch konnte ein Ausschreibungsentwurf erstellt werden. Nach einer weiteren Prüfung der Platzfrage und der endgültigen Definition der Unteren Donaulände, fassten Bürgermeister Ernst Koref und Landeshauptmann Heinrich Gleißner den Grundsatzbeschluss für den Bau. Die Gesamtbaukosten des Projekts wurden auf damals rund 100 Millionen Schilling geschätzt und teilten sich wie folgt auf: je 20 Prozent Bund und Land und die übrigen 60 Prozent die Stadt Linz. Daraufhin wurde am 1. August der „Wettbewerb Bruckner-Halle Linz“ ausgeschrieben, welchen 1962 der finnische Architekt Heikki Sirén gewann. Jedoch brachen über das Projekt politische Streitigkeiten aus, vor allem, ob eine Sporthalle oder ein Konzerthaus ein vordringlicher zu errichtendes Projekt sei, was den Bau abermals verzögerte. Dadurch wurde das Verfahren zur Baubewilligung erst im Dezember 1968 geführt, wodurch die Kosten für das Projekt stiegen. 1969 erfolgte schließlich der Spatenstich vom damaligen Bundespräsidenten Franz Jonas zum Bau des Brucknerhauses.
Das Konzert- und Veranstaltungshaus, geführt von der Linzer Veranstaltungsgesellschaft mbH (LIVA), wurde 1974 nach den Plänen der finnischen Architekten Kaija und Heikki Sirén erbaut und mit besonderem Bedacht auf hervorragende akustische Eigenschaften geplant. Die Eröffnung des Brucknerhauses mit dem Dirigenten Herbert von Karajan und den Wiener Philharmonikern erfolgte am 23. März 1974 mit einer Live-Übertragung des Festaktes im 1. Programm des Österreichischen Fernsehens. Horst Stadlmayr war der erste Generaldirektor (GD) des Brucknerhauses. Musikdirektorin war Margareta Wöss. Auf Stadlmayr folgte Karl Gerbel als GD. Dieser war es auch, der das zweite Jahrzehnt in der Geschichte des Brucknerhauses nachhaltig prägte. Um Kindern das Brucknerhaus zugänglicher zu machen, führte Gerbel die Musikwerkstatt ein. Des Weiteren fügte er der Linzer Klangwolke im Jahr 1985 ein weiteres wichtiges Element hinzu: die „junge“ Klangwolke. Dies war im Nachhinein ein Versuch, um zu beobachten, wie sich die Linzer Bevölkerung für „Pop-Open-Airs“ motivieren lässt. Dieses Event brachte 90.000 Besucher in den Donaupark. Das waren um 50.000 Besucher mehr als am Vorabend bei Bruckners 6. Symphonie. Die Musikdirektoren in seiner Zeit waren Reinhard Kannonier und Thomas Daniel Schlee. Erst mit Wolfgang Winkler, ab 1998, wurde die Direktion des Hauses mit der künstlerischen Leitung in eine Hand zusammengeführt.

### Regelmäßige Veranstaltungen
- Internationales Brucknerfest Linz: Mit dem Brucknerhaus wurde das Brucknerfest als Musikfestival begonnen, bei dem jedes Jahr hochkarätige internationale Künstler und Ensembles auftreten. Das Bruckner Orchester Linz ist mit dem Konzerthaus eng verbunden. Wirklich präsent in den Konzertprogrammen war das Orchester aber erst seit 2000, als Dennis Russell Davies der designierte Chefdirigent und Opernchef wurde. Er und der damalige künstlerische Leiter des Hauses, Wolfgang Winkler, gaben dem Orchester seinen gebührenden Platz im Konzertangebot.
- Ars Electronica: Während des jährlichen Festivals „Ars Electronica“, das ursprünglich eine Abteilung des Brucknerhauses war, finden im Brucknerhaus Symposien, Konzerte und die Gala zur Verleihung des Prix Ars Electronica statt. Das Foyer dient in dieser Zeit der Präsentation einzelner Projekte und Performances.
- Linzer Klangwolke: Seit 1979 wird die „Visualisierte Klangwolke“ jährlich Anfang September vom Brucknerhaus (und bis ca. 2008 auch vom Landesstudio OÖ des ORF) veranstaltet. Das Open-Air-Musikfest findet an der Donaulände, am Ufer der Donau, vor dem Brucknerhaus, zwischen der Nibelungenbrücke und der ehemaligen Eisenbahnbrücke statt. Zudem gibt es noch die Kinderklangwolke und die Klassische Klangwolke.
- Der Linzer Konzertverein spielt jährlich zwei Mal im Brucknerhaus.

## Orgel

### Flentrop-Orgel (1973–2017)
Die erste Orgel des Brucknerhauses wurde 1973 von der Orgelbaufirma Flentrop (Schiedam) erbaut, welche auch die Orgel im Rotterdamer Konzerthaus baute. Der Auftrag, eine Orgel für das Brucknerhaus zu erbauen, wurde schon im Jahr 1969 an den Orgelbauer erteilt, welcher sich schlussendlich gegen zwölf Mitbewerber durchsetzte. Das Instrument war bereits im Eröffnungskonzert des Brucknerhauses zu hören, obwohl es offiziell noch nicht einmal eingeweiht war. Die Einweihung geschah in einem Sonderkonzert am 30. April 1974. Um die neu erbaute Brucknerhausorgel ins Rampenlicht zu bringen, wurde bereits im Eröffnungsjahr ein internationaler Bruckner-Orgel-Wettbewerb veranstaltet. Das Schleifladen-Instrument hatte 51 Register auf drei Manualwerken und Pedal. Die Spieltrakturen waren mechanisch, die Registertrakturen elektrisch.

| I Hauptwerk C–g3 |                 |
| Grossprinzipal   | 16′             |
| Prinzipal        | 8′              |
| Gedackt          | 8′              |
| Oktave           | 4′              |
| Blockflöte       | 4′              |
| Quinte           | 2 ⁄3′           |
| Octave           | 2′              |
| Superoktave      | 2′              |
| Waldflöte        | 2′              |
| Mixtur V–VI      |                 |
| Scharf V         |                 |
| Trompete         | 16′             |
| Trompete         | 8′ (horizontal) |
| Trompete         | 4′ (horizontal) |

| II Oberwerk C–g3 |       |
| Prinzipal        | 8′    |
| Rohrflöte        | 8′    |
| Koppel           | 8′    |
| Oktave           | 4′    |
| Koppelflöte      | 4′    |
| Nasad            | 2 ⁄3′ |
| Oktave           | 2′    |
| Spitzflöte       | 2′    |
| Quinte           | 1 ⁄3′ |
| Sesquialtera II  |       |
| Scharf V         |       |
| Zimbel III       |       |
| Dulcian          | 16′   |
| Krummhorn        | 8′    |
| Tremulant        |       |

| III Positiv C–g3 |       |
| Holzgedackt      | 8′    |
| Spitzgamba       | 8′    |
| Prästant         | 4′    |
| Rohrflöte        | 4′    |
| Oktave           | 2′    |
| Flachflöte       | 2′    |
| Quinte           | 1 ⁄3′ |
| Prinzipal        | 1′    |
| Terzian II       |       |
| Mixtur V         |       |
| Zimbel III       |       |
| Vox humana       | 8′    |

| Pedal C–f1    |     |
| Principalbass | 16′ |
| Subbass       | 16′ |
| Oktavbass     | 8′  |
| Holzflöte     | 8′  |
| Superoktav    | 4′  |
| Gemshorn      | 4′  |
| Rohrpfeife    | 2′  |
| Hintersatz V  |     |
| Fagott        | 16′ |
| Posaune       | 16′ |
| Trompete      | 8′  |
| Trompete      | 4′  |

### Rieger-Orgel

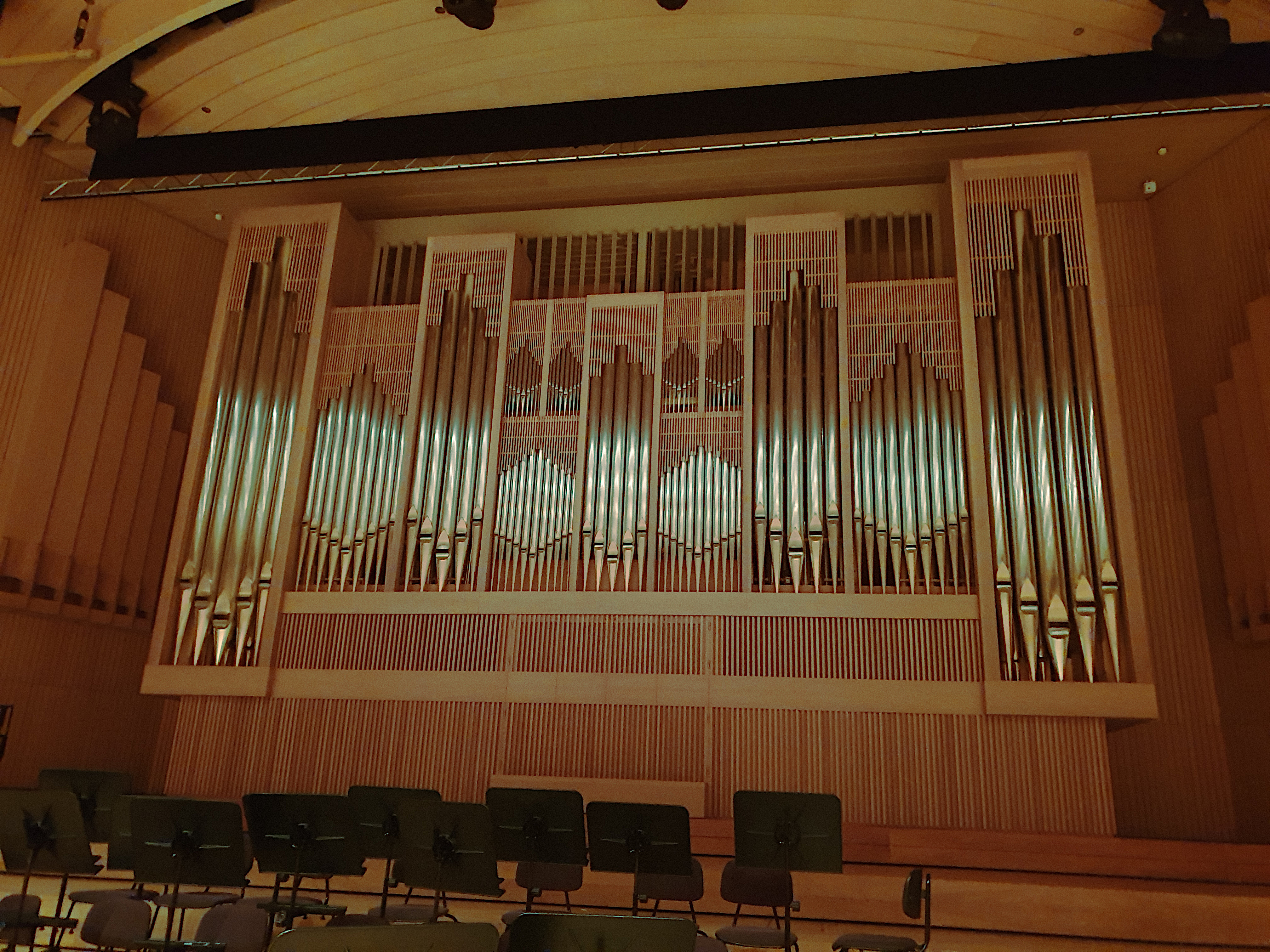
Rieger-Orgel

Aufgrund des vernachlässigten Zustandes der Flentrop-Orgel, eines für das Zusammenspiel mit Orchestern zu hohen Stimmtons und erschwerter Möglichkeiten der Wartung der alten Orgel wurde ab Juni 2018 von der österreichischen Orgelbaufirma Rieger eine neue Orgel erbaut. Der ursprüngliche Prospekt der alten Orgel blieb dabei erhalten. Eine Besonderheit sind die die Orgel an den Saalwänden flankierenden Holzpfeifen des Untersatzes 32′. Im Rahmen des Internationalen Brucknerfestes Linz 2018 wurde die neue Orgel am 10. September 2018 durch die Organistin Iveta Apkalna offiziell eingeweiht.
| Hauptwerk C–c4      |       |
| Prinzipal           | 16′   |
| Prinzipal           | 8′    |
| Konzertflöte        | 8′    |
| Gamba               | 8′    |
| Gedackt             | 8′    |
| Oktave              | 4′    |
| Rohrflöte           | 4′    |
| Quinte              | 2 ⁄3′ |
| Oktave              | 2′    |
| Mixtur major IV     | 2′    |
| Mixtur minor III-IV | 1 ⁄3′ |
| Cornet V            | 8′    |
| Trompete            | 16′   |
| Trompete            | 8′    |

| Orchesterwerk (expr.) C–c4 |     |
| Gedecktbass                | 16′ |
| Geigenprinzipal            | 8′  |
| Salicional                 | 8′  |
| Rohrgedeckt                | 8′  |
| Philomela                  | 8′  |
| Viola                      | 4′  |
| Flauto d’amour             | 4′  |
| Piccolo                    | 2′  |
| Harmonia aeth. III-V       | 2′  |
| Horn                       | 8′  |
| Klarinette                 | 8′  |
| Tremulant                  |     |

| Schwellwerk C–c4 |        |
| Quintatön        | 16′    |
| Bourdon          | 8′     |
| Flûte trav.      | 8′     |
| Viole de gambe   | 8′     |
| Voix céleste     | 8′     |
| Prestant         | 4′     |
| Flûte octav.     | 4′     |
| Nazard harm.     | 2 ⁄3′  |
| Octavin          | 2′     |
| Tierce harm.     | 1 3⁄5′ |
| Plein jeu IV-V   | 2 ⁄3′  |
| Basson           |        |
| Trompette harm.  |        |
| Basson-Hautb.    |        |
| Clairon harm.    |        |
| Voix humaine     |        |
| Tremulant        |        |

| Pedalwerk C–g1 |     |
| Untersatz      | 32′ |
| Subbass        | 16′ |
| Principalbass  | 16′ |
| Gedecktbass    | 16′ |
| Gedeckt        | 8′  |
| Oktavbass      | 8′  |
| Cello          | 8′  |
| Flötbass       | 8′  |
| Oktave         | 4′  |
| Kontraposaune  | 32′ |
| Posaune        | 16′ |
| Trompete       | 8′  |

#### Kritik
Für den Aufsichtsratsvorsitzenden Meinhard Lukas sind „wesentliche Fragen des Beschaffungsvorgangs“ der zweiten Orgel (mit Stand 12. Dezember 2024) noch nicht „abschließend geklärt“. Bei der Beschaffung der neuen Orgel soll es eine deutliche Präferenz für den späteren Gewinner der Ausschreibung gegeben haben.

## Architektur
Das Brucknerhaus stellt eine gewisse Ausnahme in der österreichischen Architekturentwicklung dar. Eine Ausnahme deshalb, weil die Arbeit von ausländischen Architekten im Land bis dato keine Rolle gespielt hatte. Zu Baubeginn wurde dem Brucknerhaus die zentrale Auflage erteilt, dass sich das Dachniveau nicht über die Ränder der Baumkronen erstrecken dürfe. Durch den skandinavischen Einfluss ist das Brucknerhaus wohl einer der letzten Vertreter des „skandinavischen Klassizismus“. Das Haus weist in seiner Grundform ein Kreissegment auf, welches dadurch die Zuordnung der Säle sowie ein großes zweigeschoßiges Foyer erlaubt. Das Brucknerhaus unterliegt einer strengen Geometrie, was im Detail für das Auge an den Ecken des Baukörpers gemildert wird. Die Atmosphäre in den Innenräumen ist durch die Verwendung von hellem Holz und orangen Stühlen geprägt. Durch diesen Bau wurde der Stadt Linz ein langjähriger Wunsch erfüllt: ein Konzert- und Veranstaltungshaus, welches im Jahr 2024 bereits sein 50-jähriges Jubiläum feierte.

## Zur Namensfindung des Hauses und Präsenz von Anton Bruckner
Heute kann man nicht mehr eindeutig feststellen, wessen Idee es war, das Konzerthaus an der Donau Brucknerhaus zu nennen. Jedoch träumte man schon in den 1930er Jahren zur Zeit der Brucknerfeste von einer Brucknerhalle. Zur Zeit des Nationalsozialismus hatte Adolf Hitler den persönlichen Wunsch nach einem Reichs-Bruckner-Orchester und einer Brucknerhalle, welches im damaligen Kulturzentrum (heutiger Standort des Bahnhofes) liegen sollte. Ende der 1950er Jahre wurde vor allem der Name „Brucknerhalle“ durch die OÖ Nachrichten verbreitet und beim Spatenstich nahm Bundespräsident Jonas ebenfalls auf Bruckner Bezug. Darüber hinaus gab es in Linz auch keinen vergleichbaren Meister, nach dem man ein Konzerthaus einer solchen Größe hätte benennen können. Dass sich schließlich der Name Brucknerhaus durchgesetzt hat, ist auch auf die Architektur von Heikki Siren zurückzuführen, da für ihn in diesem Haus Anton Bruckner wirklich „zu Hause“ sein sollte. Darüber hinaus ist auch im Inneren des Konzerthauses Anton Bruckner stets präsent aufgrund des Linzer Bruckner Orchesters und der Wahl von Pausenzeichen durch bekannte Brucknermotive. Obwohl das Brucknerhaus als Mehrzweckhaus konzipiert wurde, steht vor allem die Musik Bruckners im Vordergrund. Seine Musik rückte vor allem im Jahr 2024 durch das Bruckner-Jubiläumsjahr noch mehr ins Zentrum des Hauses.

## Künstlerische Leiter
- Horst Stadlmayr (1974–1987)
- Karl Gerbel (1988–1997)
- Wolfgang Winkler (1998–2013)
- Hans-Joachim Frey (2014–2017)[11]
- Dietmar Kerschbaum (2017–2024)
- Norbert Trawöger (ab 2025)[12]

Am 14. Februar 2017 wurde bekannt gegeben, dass Dietmar Kerschbaum zum Nachfolger von Hans-Joachim Frey bestellt wurde, dessen Vertrag zum Jahresende 2017 auslief. Am 5. Dezember 2017 war seine Amtseinführung als künstlerischer Vorstandsdirektor des Brucknerhauses. Im März 2024 wurde Dietmar Kerschbaum nach Vorwürfen freigestellt. Im Oktober 2024 wurde mit Rene Esterbauer auch der kaufmännische Direktor der LIVA und des Brucknerhauses vom Dienst freigestellt.